# Gołaszyn (powiat rawicki)
Gołaszyn – wieś w Polsce położona w województwie wielkopolskim, w powiecie rawickim, w gminie Bojanowo.

## Historia
Wieś pierwotnie związana była z Wielkopolską. Ma metrykę średniowieczną i istnieje co najmniej od początku XIV wieku. Wymieniona została pod nazwą Bertoldsdorff w dokumencie datowanym na 1310, według kopii sporządzonej w 1608. W XV wieku po polsku – 1401 Golasszino, 1405 Golaszino, 1422 Golassyno, 1424 Golasschino, Golaschino, Golassyna, 1446 Golaszyno, 1446 Golanschino, 1487 Golaszczyno.
Miejscowość była wsią prywatną należącą do lokalnej szlachty śląskiej i wielkopolskiej Radomickich herbu Kotwicz, Gołaskich, Gołaszyńskich, którzy w XIV wieku od nazwy wsi utworzyli swoje odmiejscowe nazwisko, a także Świerczów, Bojanowskich i innych. W 1310 wieś leżała w dystrykcie ponieckim. W 1434 w powiecie kościańskim Korony Królestwa Polskiego. Od 1401 była siedzibą własnej parafii.
W 1404-28 jako właściciel we wsi odnotowany został Bota Gołaszyński. W 1405 Lutka oraz jej syn Janusz Nankier Kotwicz wywodzący się z Radomicka zapowiedzieli w sądzie ziemskim dziedziny Miechcin i Gołaszyn. W 1412 Czerniński z Czerniny na Śląsku wraz z braćmi toczył proces z Lutką Radomicką oraz jej synem Januszem o 16 łanów w Gołaszynie. W 1418 imiennie odnotowany został kmieć Nikiel syn Mikosza z Gołaszyna. W 1424 woźny sądowy zapowiedział dziedziny Janusza Nankiera Kotwicza: Radomicko, Miechcin, Gołaszyn oraz Kurowo. W latach 1419–1430 właścicielem we wsi był także Mikołaj Gołaszyński. W 1428 był w sporze o jeden łan w Gołaszynie z Katarzyną Tytową, jej synem Jurgą oraz spokrewnionym z nimi Maciejem. W 1422 Lisek Wyskota uzyskał wyrokiem sądu prawo bliższości do części wsi wobec Burharda, którą Burhard kupił od Janusza Krumpacha z Gołaszyna. W 1434 Lissek sprzedał swojemu zięciowi Janowi Świerczowi z Gwarzyc pod Wąsoszem na Śląsku, swoją część Gołaszyna za 126 grzywien, z zastrzeżeniem, że Jan miał ją wykupić za 66 grzywien, a Lisek dał mu na niej dalszych 60 grzywien.
W latach 1437–1465 właścicielem folwarku zwanego Szyba we wsi był Helbrant lub Helibrand z Gołaszyna. W 1465 odsprzedał folwark oraz przynależną do niego rolę z uprawiającym ją kmieciem, z której płacono trzy wiardunku czynszu. Helbrant odstąpił je Niklowi Gołaskiemu za 100 kóp szer. półgroszy tytułem posagu swej córki Barbary. W 1473 Jan Gołaski odkupił od Jadwigi wdowy po Marcinie Bota Gołaskim, wówczas żony Wojciecha Gołaskiego, posag oraz wiano, jakie na Gołaszynie zapisał jej zmarły mąż. W 1501 odnotowano część wsi zwanej Boginka, która należała do Anny Gołaskiej. Z treści dokumentu wynika, że mógł to być też przydomek Anny, a nie nazwa części wsi.
Miejscowość odnotowana została także w historycznych rejestrach podatkowych. W 1530 miał miejsce pobór z 5 łanów. W 1563 pobór z 13,5 łana, 0,5 kwarty, od czterech wiatraków dziedzicznych, wiatraka dorocznego, karczmy dziedzicznej, 20 komorników, 5 rzemieślników oraz przekupnia. W 1564 w Gołaszynie odnotowano 10 łanów. W 1566 pobór z części Jana Bojanowskiego miał miejsce od 5 1/4 łana kmiecego, 8 zagrodników oraz 5 innych zagrodników, karczmy dziedzicznej, trzech wiatraków dziedzicznych. Z części Stanisława Pogorella pobrano podatki od 1/4 łana kmiecego, 3 zagrodników. Z części Jerzego Pogorella pobrano od połowy łana kmiecego i trzech zagrodników. Z części Marcina Bojanowskiego pobór odbył się od 5 łanów kmiecych, dwóch wiatraków dorocznych, 8 zagrodników, dwóch komorników. Z części Mikołaja Gołaskiego pobrano podatki z 2 1/8 łana kmiecego, 4 zagrodników, rzemieślnika posiadającego ogród. W 1581 pobór z części Krzysztofa Bojanowskiego od trzech łanów, trzech wolnych zagrodników po 12 groszy, 5 zagrodników po 4 grosze, 3 komorników, owczarza z 20 owcami, dwóch wiatraków dziedzicznych, karczmy ulokowanej na 3/8 łana. Natomiast z części Jerzego Gołaskiego zwanego Pogorella miał miejsce pobór z 0,5 łana, 5 zagrodników, dwóch wolnych zagrodników, dwóch komorników, dwóch kolonistów z pługami. Z części Marcina Bojanowskiego pobrano podatki z 6 łanów, 8 zagrodników, 9 komorników, kolonisty z pługiem, trzech rzemieślników, 35 owiec, dwóch wiatraków dorocznych, wiatraka dziedzicznego. Z części Erazma Bojanowskiego pobór dotyczył 2 i 1/4 łana, 4 wolnych zagrodników, 2 zagrodników, 2 komorników. Andrzej Bojanowski zapłacił pobór z 2 3/4 łana, 3 zagrodników, dwóch wolnych zagrodników, dwóch komorników, ubogiego zagrodnika oraz od dziedzicznego wiatraka.
Od 1542 roku istniał tu zbór luterański fundacji Bojanowskich, oddany katolikom wyrokiem trybunalskim w 1633 roku. Wieś szlachecka Golassino położona była w 1581 roku w powiecie kościańskim województwa poznańskiego w Rzeczypospolitej Obojga Narodów.
W wyniku II rozbioru Rzeczypospolitej w 1793, miejscowość przeszła w posiadanie Prus i jak cała Wielkopolska znalazła się w zaborze pruskim. W okresie Wielkiego Księstwa Poznańskiego (1815-1848) miejscowość należała do wsi większych w ówczesnym pruskim powiecie Kröben (krobskim) w rejencji poznańskiej. Gołaszyn należał do okręgu bojanowskiego tego powiatu i stanowił odrębny majątek, którego właścicielką była wówczas (1846) Żychlińska. Według spisu urzędowego z 1837 roku wieś liczyła 699 mieszkańców, którzy zamieszkiwali 123 dymy (domostwa). W skład majątku Gołaszyn wchodziła wówczas także karczma Zielony ogród (2 domy, 11 osób) oraz wieś Szemsdrowo (16 domów, 94 osoby).
W latach 1975–1998 miejscowość należała administracyjnie do województwa leszczyńskiego.
Od marca 2015 roku funkcję sołtysa pełni Bogdan Kreczmer.